# Ingerana tasanae
Ingerana tasanae (tên tiếng Anh: Smith's Wrinkled Frog) là một loài ếch trong họ Ranidae.
Nó được tìm thấy ở Thái Lan và có thể cả Myanma.
Các môi trường sống tự nhiên của chúng là các khu rừng ẩm ướt đất thấp nhiệt đới hoặc cận nhiệt đới, các khu rừng vùng núi ẩm nhiệt đới hoặc cận nhiệt đới, và sông.
Nó bị đe dọa do mất môi trường sống.